# Rauwolfia
Rauwolfia L. é um género botânico pertencente à família Apocynaceae.

## Espécies
Segundo o The Plant List, este género possui as seguintes espécies aceites:
| - Rauvolfia amsoniifolia A.DC. - Rauvolfia andina Markgr. - Rauvolfia aphlebia (Standl.) A.H.Gentry - Rauvolfia bahiensis A.DC. - Rauvolfia balansae (Baill.) Boiteau - Rauvolfia biauriculata Müll.Arg. - Rauvolfia caffra Sond. - Rauvolfia capixabae I.Koch & Kin.-Gouv. - Rauvolfia capuronii Markgr. - Rauvolfia chaudocensis Pierre ex Pit. - Rauvolfia cubana A.DC. - Rauvolfia decurva Hook.f. - Rauvolfia dichotoma K.Schum. - Rauvolfia gracilis I.Koch & Kin.-Gouv. - Rauvolfia grandiflora Mart. ex A.DC. - Rauvolfia hookeri S.R.Sriniv. & Chithra - Rauvolfia indosinensis Pichon - Rauvolfia insularis Markgr. - Rauvolfia javanica Koord. & Valeton - Rauvolfia kamarora Hendrian - Rauvolfia leptophylla A.S.Rao - Rauvolfia letouzeyi Leeuwenb. - Rauvolfia ligustrina Willd. ex Roem. & Schult. - Rauvolfia linearifolia Britton & P.Wilson - Rauvolfia littoralis Rusby | - Rauvolfia macrantha K.Schum. ex Markgr. - Rauvolfia mannii Stapf - Rauvolfia mattfeldiana Markgr. - Rauvolfia maxima Markgr. - Rauvolfia media Pichon - Rauvolfia micrantha Hook.f. - Rauvolfia microcarpa Hook.f. - Rauvolfia moluccana Markgr. - Rauvolfia mombasiana Stapf - Rauvolfia moricandii A.DC. - Rauvolfia nana E.A.Bruce - Rauvolfia nitida Jacq. - Rauvolfia obtusiflora A.DC. - Rauvolfia oligantha Hendrian - Rauvolfia pachyphylla Markgr. - Rauvolfia paraensis Ducke - Rauvolfia paucifolia A.DC. - Rauvolfia peguana Hook.f. - Rauvolfia pentaphylla Ducke - Rauvolfia polyphylla Benth. - Rauvolfia praecox K.Schum. ex Markgr. - Rauvolfia pruinosifolia I.Koch & Kin.-Gouv. - Rauvolfia purpurascens Standl. - Rauvolfia rhonhofiae Markgr. - Rauvolfia rivularis Merr. | - Rauvolfia rostrata Markgr. - Rauvolfia sachetiae Fosberg - Rauvolfia salicifolia Griseb. - Rauvolfia sanctorum Woodson - Rauvolfia sandwicensis A.DC. - Rauvolfia schuelii Speg. - Rauvolfia sellowii Müll.Arg. - Rauvolfia semperflorens (Müll.Arg.) Schltr. - Rauvolfia serpentina (L.) Benth. ex Kurz - Rauvolfia sevenetii Boiteau - Rauvolfia spathulata Boiteau - Rauvolfia sprucei Müll.Arg. - Rauvolfia steyermarkii Woodson - Rauvolfia sumatrana Jack - Rauvolfia tetraphylla L. - Rauvolfia tiaolushanensis Tsiang - Rauvolfia verticillata (Lour.) Baill. - Rauvolfia vietnamensis Lý - Rauvolfia viridis Willd. ex Roem. & Schult. - Rauvolfia volkensii (K.Schum.) Stapf - Rauvolfia vomitoria Afzel. - Rauvolfia weddeliana Müll.Arg. - Rauvolfia woodsoniana Standl. |

## Sinonímia
- Rauvolfia L.

## Classificação do gênero
| Sistema | Classificação                      | Referência               |
| ------- | ---------------------------------- | ------------------------ |
| Linné   | Classe Pentandria, ordem Monogynia | Species plantarum (1753) |